# Regio Călători

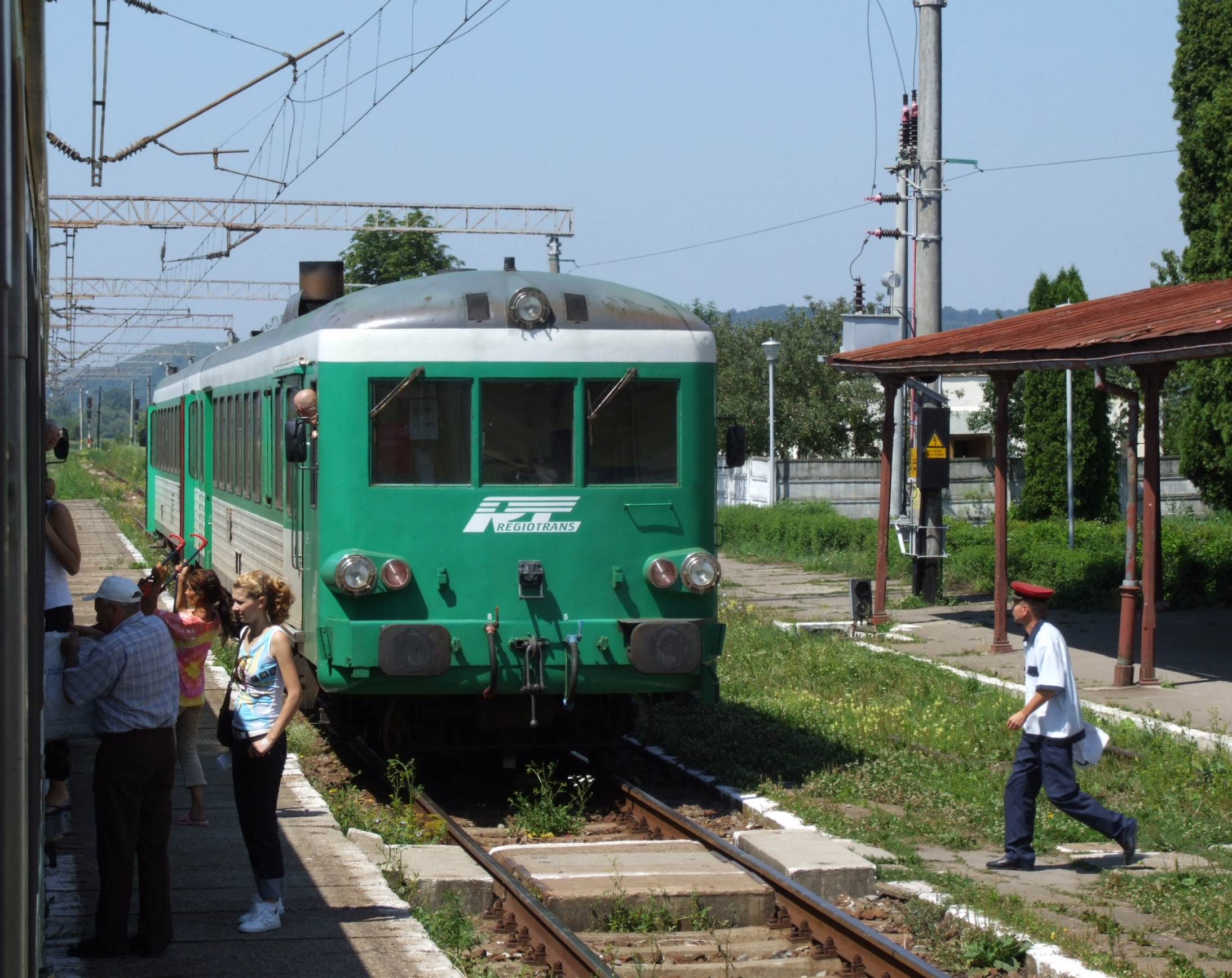

Regio Călători (cunoscută în trecut ca Regiotrans , Keolis și R.C-C.F Trans) este un operator feroviar de călători din Brașov, România, înființat în 2004.
Compania operează o flotă de 103 automotoare și rame electrice, zilnic, către 50 de destinații locale, efectuând peste 236 de curse zilnic..
La sfârșitul anului 2018, Regio Călători avea circa 600 de de angajați.
Materialul rulant este compus din 2[?] automotoare X72500, 80 automotoare X 4500 și x 4300, 10 locomotive electrice BB25500 10 rame reversibile RIB și RIO cumpărate de la SNCF.
Număr de angajați în 2012: 760, 2019: 667.

## Rute deservite
| Nr. secție | Regionala        | Ruta                                                      | Distanța | Tipul secției    | Gestionar infrastructură | Remarci |
| ---------- | ---------------- | --------------------------------------------------------- | -------- | ---------------- | ------------------------ | --- |
| 203        | Brașov           | Brașov - Zărnești                                         | 27 km    | neinteroperabilă | RC-CF Trans              | |
| 210        | Brașov           | Alba Iulia - Zlatna H.                                    | 42 km    | neinteroperabilă | RC-CF Trans              | |
| 215        | Timișoara        | Arad - Nădlac                                             | 52 km    | neinteroperabilă | RC-CF Trans              | |
| 216        | Timișoara        | Arad - Sânnicolau Mare - Valcani                          | 87 km    | neinteroperabilă | RC-CF Trans              | |
| 217/219    | Timișoara        | Timișoara Nord - Periam - Lovrin - Nerău                  | 93 km    | neinteroperabilă | RC-CF Trans              | |
| 218        | Timișoara        | Timișoara Nord - Ronaț - Lovrin - Sânnicolau Mare - Cenad | 75 km    | neinteroperabilă | RC-CF Trans              | |
| 300 800    | Brașov București | Brașov - București Nord - Constanța (tren IR)             | 391 km   | interoperabilă   | CNCF „CFR” S.A.          | |
| 300 500    | Brașov Buc./Iași | Brașov - Ploiești - Tecuci - Iași (tren IR)               | 349 km   | interoperabilă   | CNCF „CFR” S.A.          | |
| 307        | Brașov           | Blaj - Praid                                              | 116 km   | neinteroperabilă | RC-CF Trans              | Circulatie posibil suspendata. Nu se poate verifica pe https://www.regiocalatori.ro. Verificare facuta in data de 16 august 2022 |
| 400        | Brașov           | Brașov - Sfântu Gheorghe                                  | 32 km    | interoperabilă   | CNCF „CFR” S.A.          | |
| 403        | Brașov           | (Brașov -) Hărman - Întorsura Buzăului                    | 36 km    | neinteroperabilă | RC-CF Trans              | Circulație suspendată la 30 iunie 2018 din cauza viadictului măturat de viitură.Circulație reluată din 19.09.2022                |
| 404        | Brașov           | Sfântu Gheorghe - Brețcu                                  | 66 km    | neinteroperabilă | RC-CF Trans              | |
| 406        | Cluj Brașov      | Bistrița Nord - Sărățel - Luduș                           | 110 km   | neinteroperabilă | RC-CF Trans              | |
| 604        | Iasi             | Crasna - Husi                                             | 33.1km   | neinteroperabila | CNCF ,,CFR" S.A          | Sectie fara circulatie. |
| 605/600    | Iași             | Roman - Buhăiești - Iași                                  | 115 km   | neinteroperabilă | RC-CF Trans              | |
| 607        | Iași             | Iași - Podu Iloaiei - Hârlău                              | 64 km    | neinteroperabilă | RC-CF Trans              | |
| 608        | Iași             | Iași - Lețcani - Dângeni - Dorohoi                        | 154 km   | neinteroperabilă | RC-CF Trans              | |
| 922        | Timișoara        | (Timișoara Nord-) Voiteni - Reșița Nord                   | 97 km    | neinteroperabilă | RC-CF Trans              | |
| 926        | Timișoara        | Timișoara Nord - Cruceni                                  | 49 km    | neinteroperabilă | RC-CF Trans              | |
| 919        | Timișoara        | Timișoara Nord - Jimbolia                                 | 39 km    | neinteroperabilă | RC-CF Trans              | |
| 923        | Timișoara        | Oravita - Berzovia                                        | 59 km    | neinteroperabilă | CNCF „CFR” S.A.          | Circulatie posibil suspendata. Nu se poate verifica pe https://www.regiocalatori.ro. Verificare facuta in data de 16 august 2022 |

## Material Rulant
| Tip             | Număr vagoane | Imagine |
| --------------- | ------------- | ------- |
| X 4500 ex SNCF  | 2             |         |
| X 4300 ex SNCF  | 2             |         |
| X 72500 ex SNCF | 2 sau 3       |         |

### Locomotive Electrice

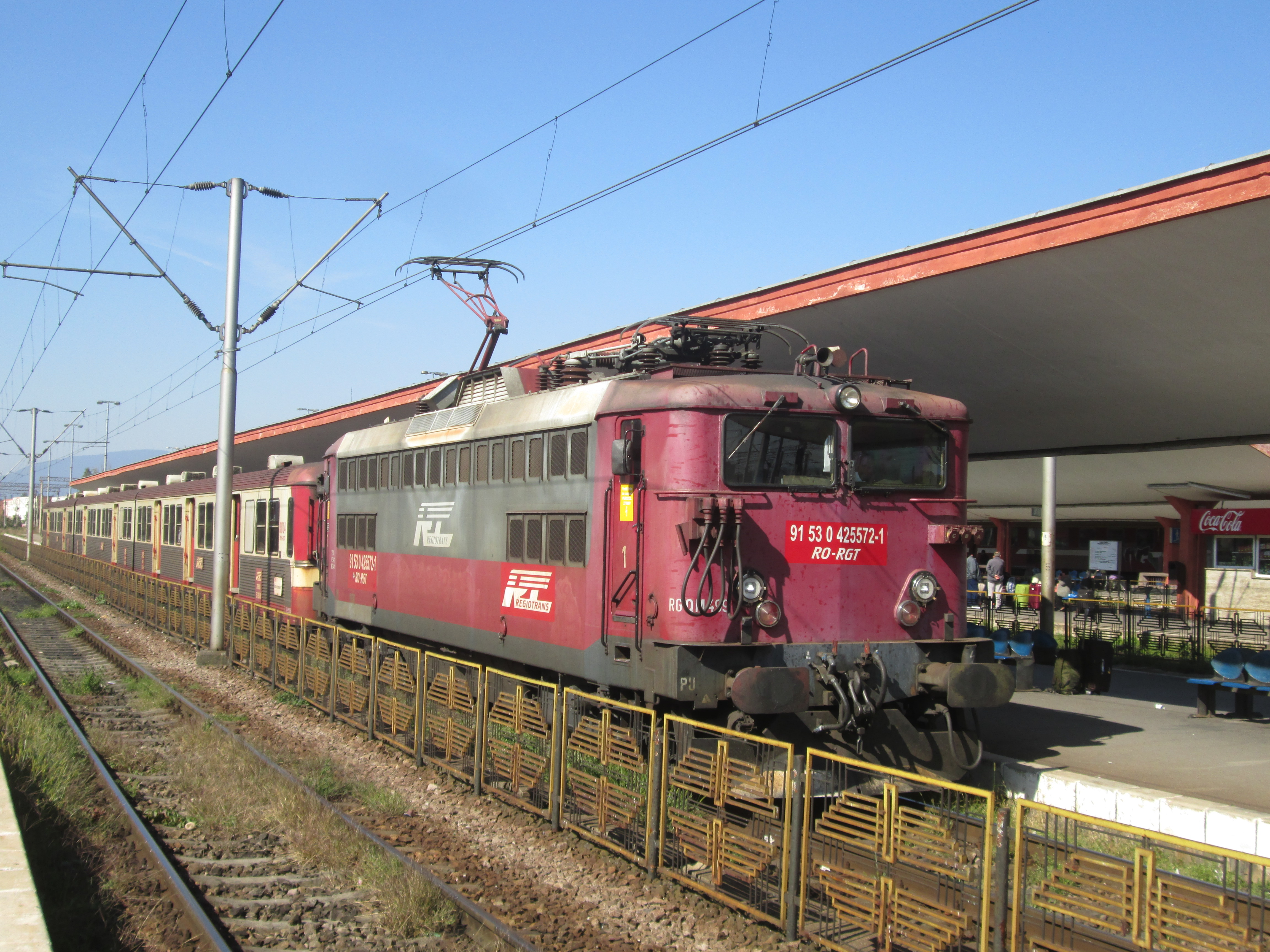
BB 25500 ex SNCF / FRET

| Tip         | Imagine |
| ----------- | ------- |
| RIO ex SNCF |         |
| RIB ex SNCF |         |